# Koellensteinia spiralis
Koellensteinia spiralis är en orkidéart som beskrevs av Gomes Ferreira och Lou Christian Menezes. Koellensteinia spiralis ingår i släktet Koellensteinia och familjen orkidéer. Inga underarter finns listade i Catalogue of Life.

## Bildgalleri

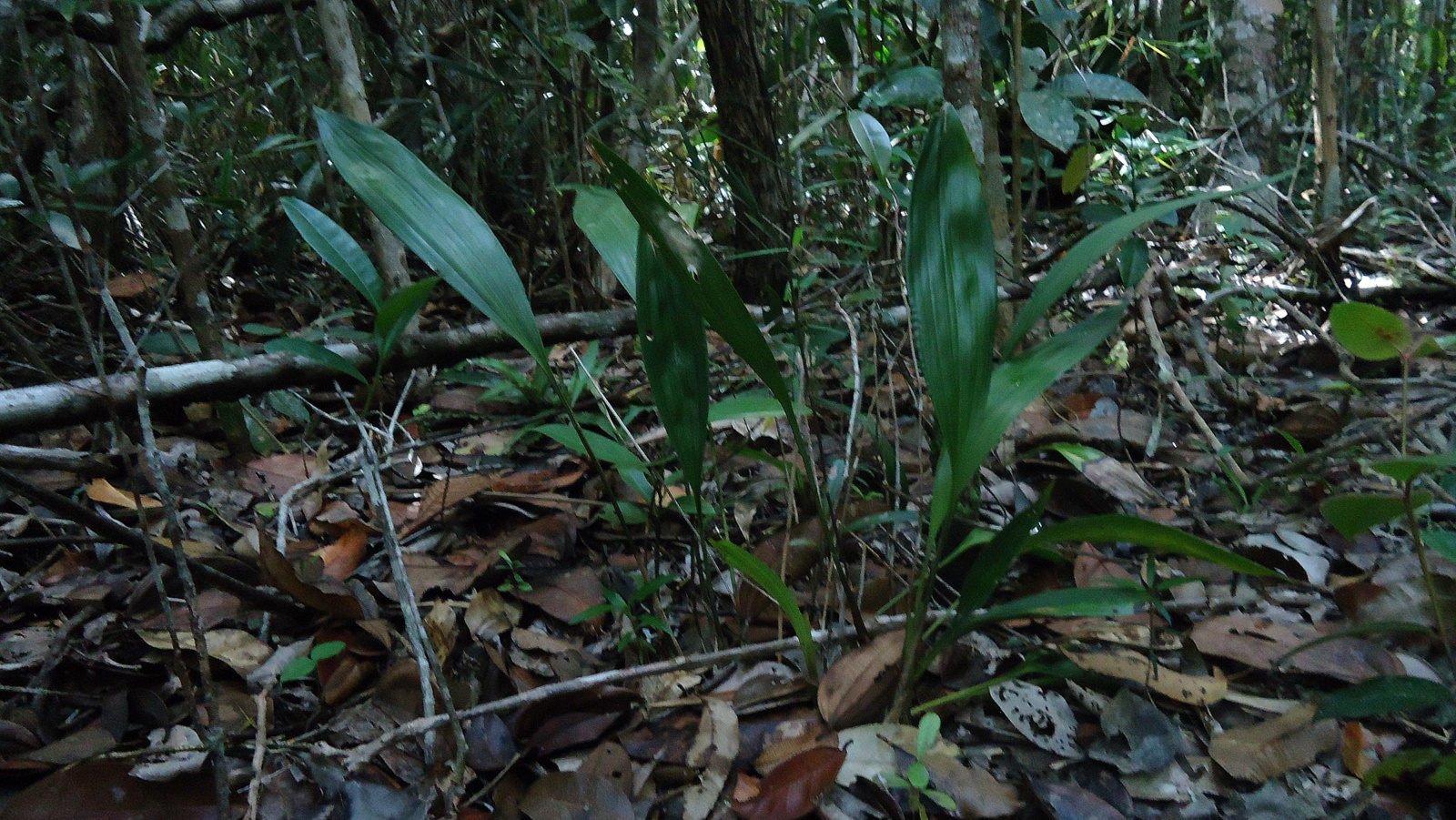
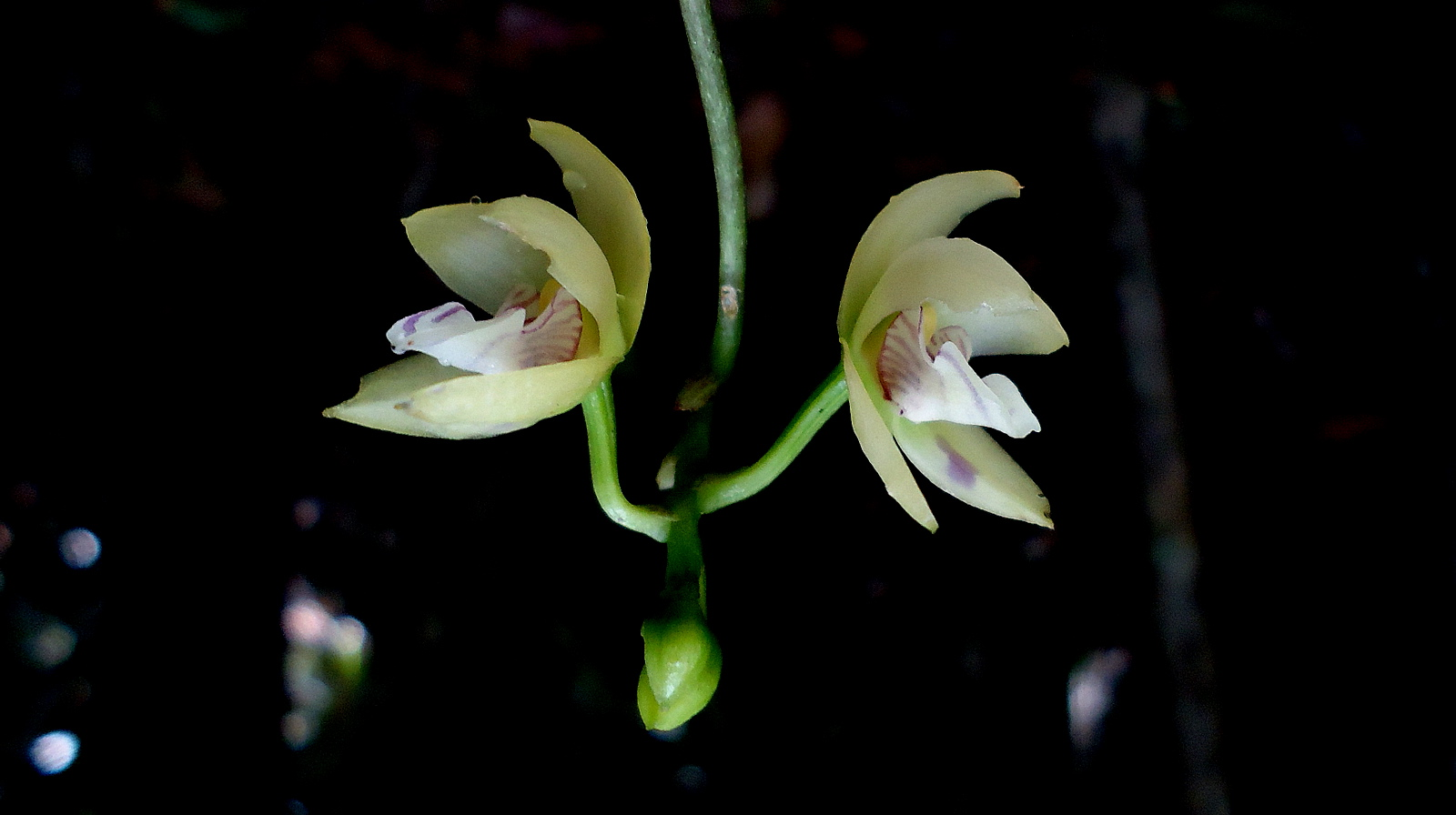
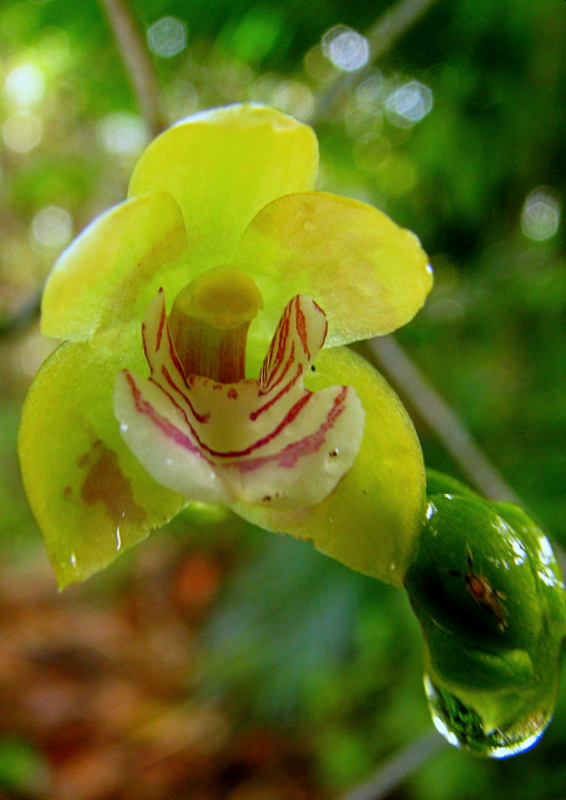